# Géorgie au Concours Eurovision de la chanson 2011
La Géorgie a participé au Concours Eurovision de la chanson 2011. 
Le 19 février 2011, une sélection nationale est organisée. La chanson "One More Day" de Eldrine est alors choisie.

## Finale 2011
| Draw | Artist                      | Song                    |
| ---- | --------------------------- | ----------------------- |
| 1    | Temo Sajaia                 | "Soldier song"          |
| 2    | Salome Korkotashvili        | "Love"                  |
| 3    | Sweet Pills                 | "Face To Face"          |
| 4    | Dito Lagvilava and November | "New Day"               |
| 5    | Nini Shermadini             | "Rejected"              |
| 6    | The Georgians               | "Loved, Seen, Dreaming" |
| 7    | Eldrine                     | "One More Day"          |

## À l'Eurovision
Le pays participera à la première demi-finale le 10 mai 2011.